# スイス航空111便墜落事故
スイス航空111便墜落事故 （スイスこうくう111びんついらくじこ、英語: Swissair Flight 111）は、1998年9月2日に発生した航空事故。
ニューヨーク発ジュネーブ行きの大西洋横断路線だったスイス航空 (Swissair)111便（マクドネル・ダグラス MD-11）が巡航中、電気系統のショートによる火災が発生し、緊急着陸の途中で操縦不能に陥りカナダ・ノバスコシア州沿岸の大西洋上に墜落した。

## 111便の概略と乗務員
- 使用機材：MD-11
  - 機体記号：HB-IWF
  - 製造：1991年
  - 機体使用時間：約36,000時間
- 飛行予定
  - 出発地：ニューヨーク州・ジョン・F・ケネディ国際空港
  - 到着地：スイス・ジュネーヴ・コアントラン国際空港
  - 補足：デルタ航空とのコードシェア便（デルタ航空111便として航空券を販売）
- 乗員
  - 運航乗務員：機長（50歳）・副操縦士（36歳）、共にスイス空軍出身
  - 客室乗務員：12人
- 乗客：215人

## 概略
スイス航空111便（SR111）は1998年9月2日、アメリカ・ニューヨークのジョン・F・ケネディ国際空港をアメリカ東部夏時間（EDT） の午後8時18分（UTC：0時18分）に離陸し、スイス・ジュネーヴのコアントラン国際空港に向かっていた。この便は241席仕様のMD-11で運航されていた。機長は総飛行時間約10,800時間であり、MD-11の飛行時間は約900時間であった。また、MD-11の飛行教官でもあるが、スイス航空入社前はスイス空軍で、戦闘機のパイロットだった。副操縦士も同じく、1982年から1990年までスイス空軍のパイロットだったが、その後スイス航空に入社し、事故当時の総飛行時間は約4800時間であった。MD-11では僅か230時間程であったが、MD-80やエアバスA320などの飛行教官を務めるパイロットであった。客室乗務員12人を含め、乗員は皆優秀であった。
高度33,000フィート (10,000 m)を巡航中であった大西洋標準時 (AST) 午後10時10分（UTC:午前1時10分）に副操縦士がコックピットで異臭がすることに気付き、機長に報告した。しかし機長は「空調システムからの軽微なにおい」との認識により、通常の処置として空調システムの吹き出し口を客室乗務員に命じて閉じさせたことで一旦は異臭がしなくなった。ところがその4分後には異臭に加えて目視できるほどの煙が発生した。このため機長は最寄の空港への緊急着陸を決意し、AST午後10時14分（UTC:午前1時14分）に管轄するニューブランズウィック州モンクトン航空路管制センター (ACC) に国際緊急信号 "Pan-Pan" を送信した。 "Pan-Pan" は「緊急」を意味するが、差し迫った「危険」を示すものではなく、また、「遭難」を表す "Mayday" を発信していないことから、この段階ではまだコックピット内に「墜落」に直面する危機意識を感じさせるものはなかったと思われる。
管制官に対して、乗員は当初、およそ300海里 (560 km)後方のボストン・ローガン国際空港への誘導を要請し、一旦は受理された。しかし、この時の当該機位置はカナダのノバスコシア州ハリファックスの南西56海里 (104 km)だったため、管制官はボストンよりも近いハリファックス国際空港に着陸することを降下開始直後に打診した。乗員もこれを選択する意思を示し、ただちに同空港への直行が許可された。この時点で乗員は酸素マスクを装着し、機長は操縦を副操縦士にまかせ、自らは煙発生時の対応に関するスイス航空の標準機内マニュアルを調べ始めた。
AST午後10時18分（UTC:午前1時18分）、航空管制がATCモンクトンからハリファックス管制に引き継がれた。
AST午後10時19分（UTC:午前1時19分）、ハリファックスから30海里 (56 km)の地点まで近づいたが、高度が依然21,000フィート (6,400 m)と高すぎたので、降下するための距離を取りたい旨を111便から管制に要求した。また着陸するには燃料の搭載量が多く、重量オーバーになる可能性があった。
AST午後10時20分（UTC:午前1時20分）、111便から管制に燃料投棄の許可を要求した。管制からは安全に燃料投棄可能かつハリファックスからの距離を30海里 (56 km)に維持可能な空域としてマーガレット湾へ向かうことが指示された:01。
機内マニュアルでは出所不明の煙に対してはキャビンの電源を切ることとされていたが、これによって客室天井の空気循環ファンも停止して客室天井裏が真空状態となったため、結果的に却って火を操縦室に呼び込んでしまい、自動操縦装置の電源が焼け落ちた。
AST午後10時24分（UTC：午前1時24分）、クルーは管制に「手動操縦せざるを得なくなった」と伝え、続いて緊急事態を宣言した。CVRによると、直後に機長は操縦席を離れ、操縦室後方に上がった火の手の消火に回った。後に残骸から溶けて一つになったスイス航空の機上チェックリストが見付かっており、これを使って火を消そうとしたとされる。機長はそのまま二度と操縦席に戻らなかった。炎に巻き込まれたか、窒息死したか、墜落時に死亡したかは不明である。その後照明とグラスコックピットの操縦計器類が次々とダウンし、操縦が困難になった。
管制がクルーに対して「燃料投棄が可能な時間を報告せよ」と伝えたのに対し、AST午後10時25分46秒（UTC：1時25分46秒）に副操縦士がうめき声とも取れる声を発したのが交信記録の最後となった（CVRはその5秒前、0時25分41秒に途切れた）。その後、トランスポンダも途切れたため、一次レーダーでしか111便の軌跡は追えなくなった。残された副操縦士は、少なくとも墜落のおよそ1分前までは生存しており、このとき火災を起こした第2エンジンを手動で停止したことが判明している。ハリファックスとモンクトンに設置されていた地震計が午後10時31分18秒（UTC：1時31分18秒） に記録した衝撃が、当該機の海上への墜落を示した。
この事故で乗客215名、乗員14名の計229名全員が死亡した。事故機には多数の要人（WHOエイズプログラムの元主任者・ジョナサン・マン夫妻、ボクシング元世界王者ジェイク・ラモッタの息子ジョセフ・ラモッタ、パーレビ国王皇妃の従弟、サウジ王室の王子、スポーツ用品会社バボラの社長など）が搭乗していた他、ピカソなどの芸術品が輸送されていたが、その全てが永遠に失われてしまうこととなった。

## 事故原因

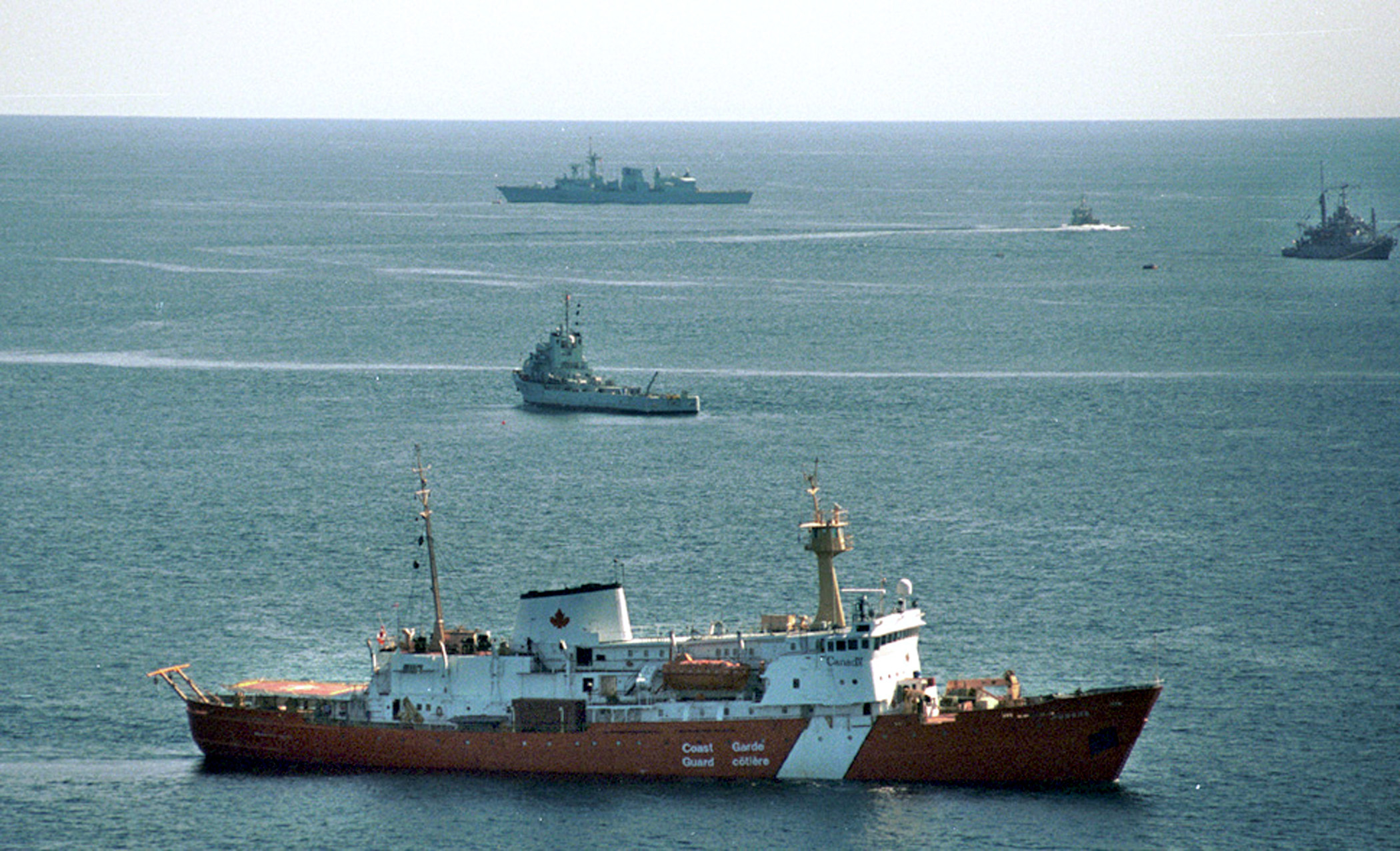
事故機の残骸を捜索するカナダ沿岸警備隊、カナダ海軍、アメリカ海軍の艦船

事故機の大部分の残骸は水深55メートルの海底に没したが、細かい部品の中には漂流して海岸に流れ着いたものも少なくなかった。機体の残骸はカナダの浚渫船により海底の泥ごと集め、その後、泥と分離するという方法で回収され、最終的には機体の98パーセントの残骸が回収された。それらの残骸は格納庫の中に三次元モックアップで組み立てられ、様々な分野の専門家による調査が行われた。フライトレコーダーとボイスレコーダーは発見されたが、記録はいずれも墜落6分前の高度10,000フィートを飛行していたAST午後10時25分41秒（UTC：1時25分）の時点で終了していた。機体の残骸の調査と、失われた6分間のフライトデータの実証による事故原因の追究には5年の歳月と、カナダの航空事故史上最高額となる3,900万USドル（5,700万カナダドル、およそ45億円）の調査費用が費やされた。
TSB（カナダ運輸安全委員会）とNTSB（アメリカ国家運輸安全委員会）からなる合同事故調査委員会が2003年に公表した最終報告によると、事故の引き金となった火災は機首部の天井裏から発生した。ファーストクラスのエンターテイメントシステムの電気配線が不完全であったためアーク（火花）が発生し、この配線にアーク放電に対する保護機能が備わっていなかったうえ、近辺の絶縁皮膜材が可燃性のものであったことから、断熱材（ポリエチレンテレフタレート）にも引火してしまったというものであった。また、この箇所での火災発生を検知・警報する装置はなく、非常事態の認識が遅くなった。火災による煙が充満し操縦席のCRTディスプレイが見えにくかったことに重ね、コックピットの配線も類焼し故障したために、盲目飛行に陥った。フライトレコーダー、通信用の無線機なども、電気系統の電力喪失により墜落の6分前から作動していなかった。これらの原因により、111便は操縦不能のまま時速555km（345mph）で海面にほとんど逆さまの状態でたたきつけられ、瞬間的に搭乗していた人間もろとも破壊されたとされた（これらの情報は、回収された姿勢指示器と対気速度計により判明した）。着水時の衝撃は350Gに達し、遺体もバラバラとなった（外見で特定できた遺体は1体だけで、指紋、歯科記録、およびX線写真の比較によって147体が特定され、残りの81体はDNA検査によって同定された）。
事故調査委員会の報告では、火の回りが速かったため、初めに異臭に気付いた時点でハリファックス国際空港に直行するコースをとっていたとしても、辿り着く前に墜落していたであろうと結論付けられた。これは、報告によると、最寄のハリファックス空港へ最適な緊急降下を始めるにはAST午後10時14分18秒がリミットであり、その場合は午後10時27分に着陸することができたが、この時間はちょうど国際緊急信号 "Pan-Pan" を発信していた時刻であり、緊急着陸を決断していなかったことと、実際には管制関係を考慮すると2 - 3分余分に時間が必要であることから、緊急着陸降下を開始するタイミングは遅れ、間に合わなかったと予想されるためである。この報告書は、機体システムの機能低下を考慮していない理論的参考値と断っているが、いずれにしても111便の生還は火災が発生した時点で、ほぼ絶望的であったとされている。

## 再発防止策とその後
事故報告書は、航空機メーカーに対して、断熱材としてポリエチレンテレフタレートの使用を禁止するように勧告した。ポリエチレンテレフタレートは自己消火性があるということで難燃性素材として断熱材に採用されていたが、求められた基準が十分では無かった。電気系統からの火災発生場所を全て確認しなければならないとしていた運航マニュアルは、事故後、火災発生時の非常事態に対応しやすいように改善された。
なお、遺族への賠償は航空会社と航空機メーカーによって1999年9月に支払われることになったが、絶縁皮膜を製造したアメリカの化学メーカーに対する損害賠償訴訟は2002年2月にアメリカ合衆国連邦裁判所によって訴えが退けられた。1990年代後半から行ってきた積極経営政策の失敗により経営が悪化していたスイス航空はこの事故でさらなる大打撃を受け、さらには2001年のアメリカ同時多発テロの影響を受けて同年10月に資金ショートを起こして事実上経営破綻し、最終的に翌年4月1日付で子会社のクロスエアが社名変更したスイス インターナショナル エアラインズに事業譲渡する形で清算している。

## 慰霊施設
カナダ政府により二つの慰霊施設が建立された。

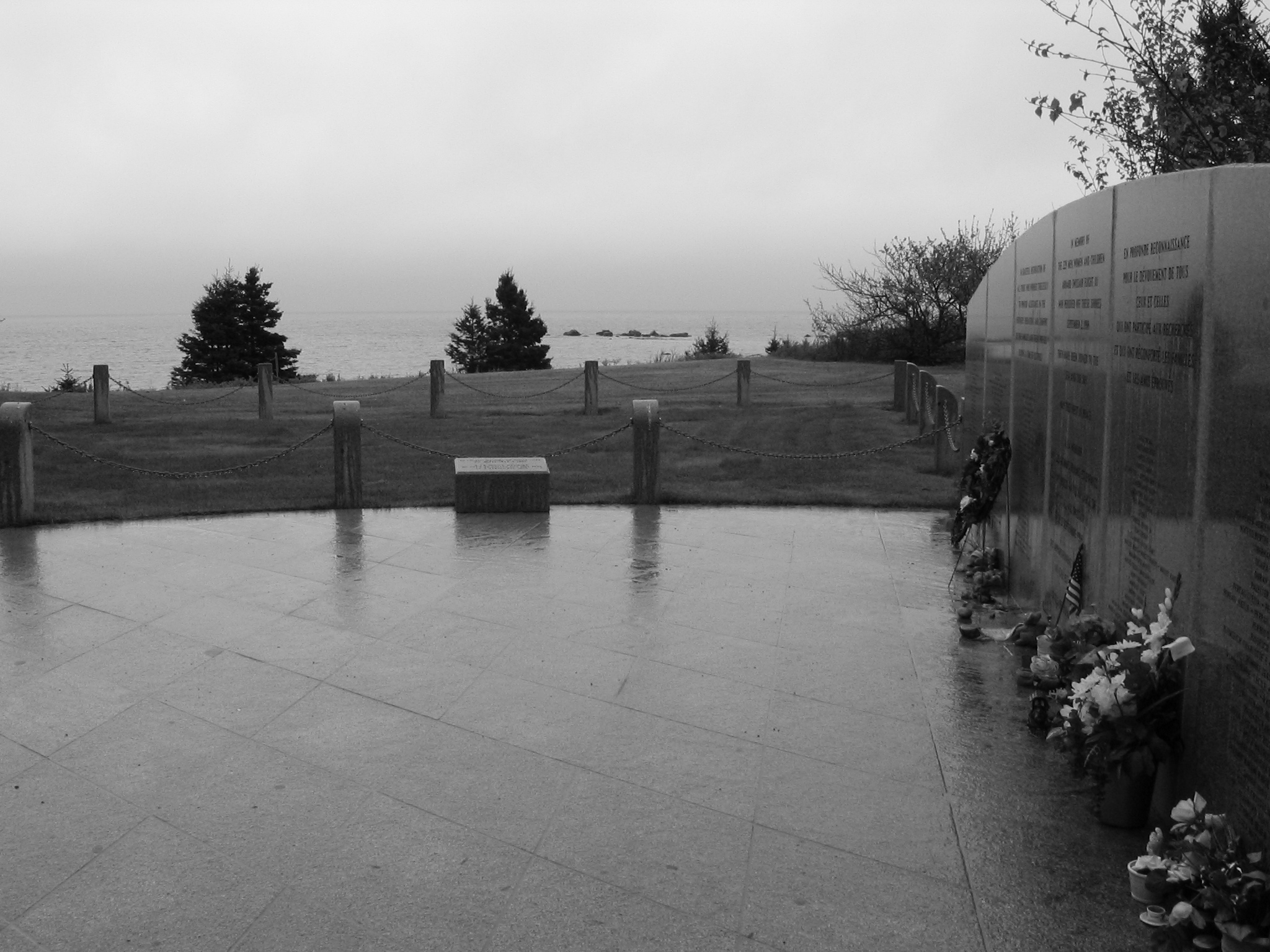
Bayswaterにある事故の慰霊碑

- ひとつは追悼碑が推定墜落地点の北東にあるペギーズコーブ (Peggys Cove) 北西1キロメートルのホエールズバック (Whalesback) 岬に建立された。
- もう一つはホエールズバック施設とセントマーガレット湾を挟んだ対岸のアスポトガン半島のベイズウォーター (Bayswater) にあり、こちらは前者よりやや規模が大きく、犠牲者全員の名前が記された碑のほか、最後まで身元が確認できなかった遺体が埋葬されている。
- 上記2施設と墜落地点は概ね正三角形を成しており、相互が水平線上に見渡せるようになっている。

## 映像化
- ナショナルジオグラフィックチャンネルが放送している「衝撃の瞬間6」（第2話：炎に包まれたコックピット）と「メーデー!:航空機事故の真実と真相」（シーズン1 第3話「FIRE ON BOARD」）でこの事故の検証番組が放送されている。